# Helicotylencjus serenus
Helicotylencjus serenus är en rundmaskart som beskrevs av Siddiqi 1963. Helicotylencjus serenus ingår i släktet Helicotylencjus och familjen Hoplolaimidae. Inga underarter finns listade i Catalogue of Life.